# Uroplatus giganteus
Uroplatus giganteus is een hagedis die behoort tot de gekko's. Het is een van de soorten bladstaartgekko's uit het geslacht Uroplatus.

## Naam en indeling
De wetenschappelijke naam van de soort werd voor het eerst voorgesteld door Frank Glaw, Joachim Kosuch, Friedrich Wilhelm Henkel, Peter Sound en Wolfgang Böhme in 2006. De soortaanduiding giganteus betekent vrij vertaald 'reusachtig'.

## Uiterlijke kenmerken
Uroplatus giganteus bereikt een lichaamslengte tot ongeveer 20 centimeter exclusief de staart en een totale lengte tot 32 cm. Het is hiermee een van de grootste soorten bladstaartgekko's.

## Verspreiding en habitat

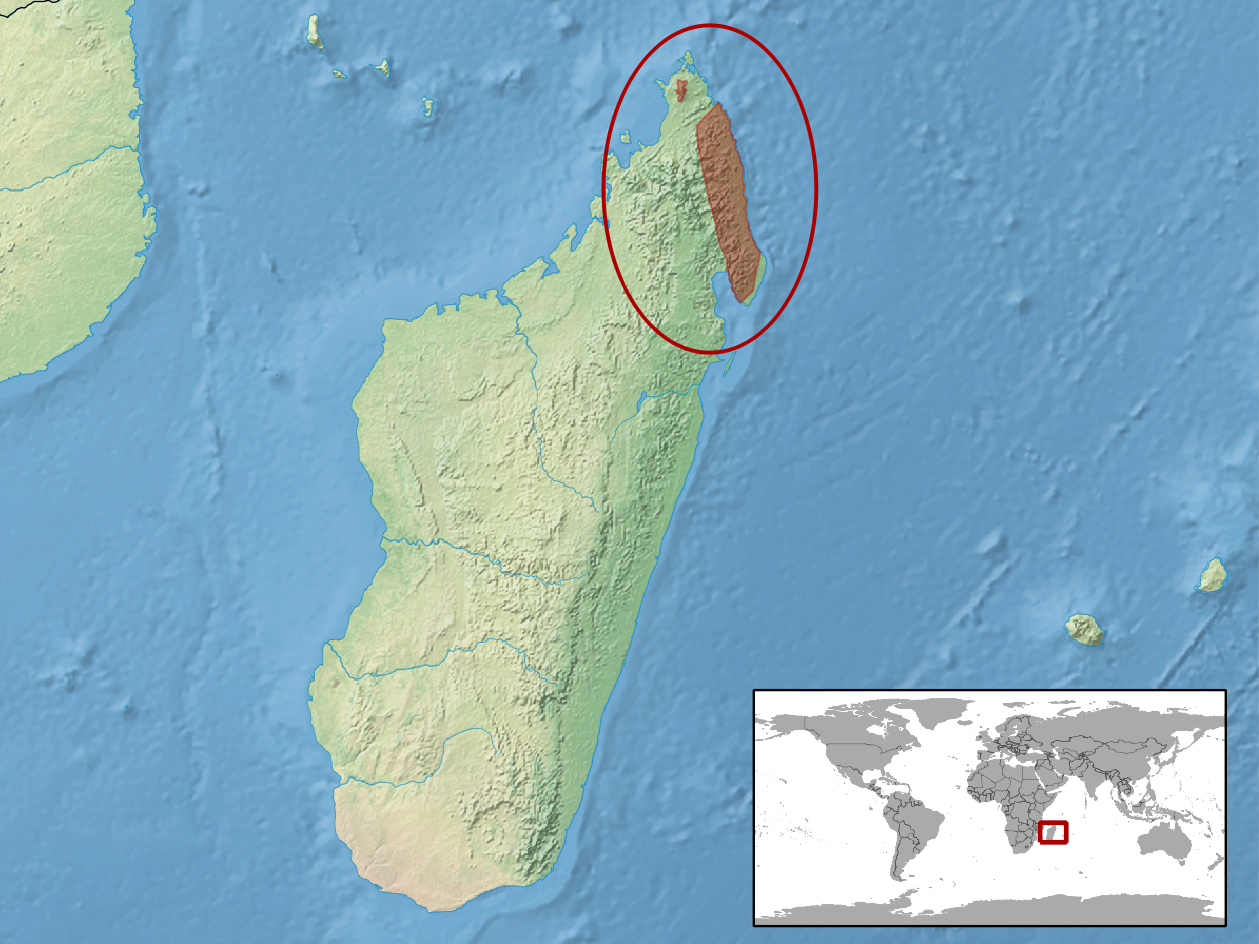
Verspreidingsgebied in het rood.

De soort komt voor in delen van Afrika en leeft endemisch in Madagaskar. Het verspreidingsgebied beperkt zich tot het uiterste noorden van het eiland, onder andere in het Nationaal park Montagne d'Ambre. De habitat bestaat uit vochtige tropische en subtropische laaglandbossen. De bladstaartgekko is aangetroffen op een hoogte van ongeveer 750 tot 900 meter boven zeeniveau.

## Beschermingsstatus
Door de internationale natuurbeschermingsorganisatie IUCN is de beschermingsstatus 'kwetsbaar' toegewezen (Vulnerable of VU).